# Sc Heerenveen in het seizoen 2025/26 (vrouwen)
Het seizoen 2025/26 is het achttiende jaar in het bestaan van het Heerenveense vrouwenvoetbalelftal van sc Heerenveen
. De club komt uit in de Eredivisie en neemt ook deel aan het toernooi om de KNVB Beker.

## Selectie en technische staf

### Selectie
| Nr.             | Nat.                | Naam                | Competitie  | Competitie  | Beker       | Beker       | Totaal      | Totaal      | Seizoen bij Sc Heerenveen | Vorige club         | Contract     |
| Nr.             | Nat.                | Naam                | W           | Goal        | W           | Goal        | W           | Goal        | Seizoen bij Sc Heerenveen | Vorige club         | Contract     |
| Doelvrouwen     | Doelvrouwen         | Doelvrouwen         | Doelvrouwen | Doelvrouwen | Doelvrouwen | Doelvrouwen | Doelvrouwen | Doelvrouwen | Doelvrouwen               | Doelvrouwen         | Doelvrouwen  |
| --------------- | ------------------- | ------------------- | ----------- | ----------- | ----------- | ----------- | ----------- | ----------- | ------------------------- | ------------------- | ------------ |
| 1               | Vlag van Nederland  | Jasmijn Resink      | 0           | 0           | 0           | 0           | 0           | 0           | 4e                        | Excelsior Rotterdam | 30 juni 2026 |
| 26              | Vlag van Nederland  | Marente Germeraad   | 0           | 0           | 0           | 0           | 0           | 0           | 2e                        | Jeugd               | Contractloos |
| 26              | Vlag van Nederland  | Brenda Badenhop     | 0           | 0           | 0           | 0           | 0           | 0           | 1e                        | Jong PSV            | 30 juni 2026 |
| Verdedigsters   |                     |                     |             |             |             |             |             |             |                           |                     |              |
| 3               | Vlag van Nederland  | Fenna Meijer        | 0           | 0           | 0           | 0           | 0           | 0           | 5e                        | Jeugd               | 30 juni 2026 |
| 4               | Vlag van Nederland  | Eef Smits           | 0           | 0           | 0           | 0           | 0           | 0           | 2e                        | Jong PSV            | 30 juni 2025 |
| 5               | Vlag van Nederland  | Iris Teijema        | 0           | 0           | 0           | 0           | 0           | 0           | 5e                        | Jeugd               | 30 juni 2025 |
| 12              | Vlag van Nederland  | Indy Appelmann      | 0           | 0           | 0           | 0           | 0           | 0           | 2e                        | Jong FC Twente      | 30 juni 2026 |
| 14              | Vlag van Nederland  | Elize van Vilsteren | 0           | 0           | 0           | 0           | 0           | 0           | 5e                        | Jeugd               | 30 juni 2026 |
| 15              | Vlag van Nederland  | Helena Macleane     | 0           | 0           | 0           | 0           | 0           | 0           | 2e                        | Jong AZ             | 30 juni 2026 |
| 23              | Vlag van Nederland  | Hester Algra        | 0           | 0           | 0           | 0           | 0           | 0           | 3e                        | Jeugd               | 30 juni 2026 |
| 29              | Vlag van Nederland  | Marjolein Smit      | 0           | 0           | 0           | 0           | 0           | 0           | 3e                        | Jeugd               | 30 juni 2026 |
| Middenveldsters |                     |                     |             |             |             |             |             |             |                           |                     |              |
| 15              | Vlag van Nederland  | Zoë Brouwer         | 0           | 0           | 0           | 0           | 0           | 0           | 3e                        | VV Alkmaar          | Contractloos |
| 16              | Vlag van Nederland  | Ana Nassette        | 0           | 0           | 0           | 0           | 0           | 0           | 3e                        | PEC Zwolle          | 30 juni 2026 |
| 18              | Vlag van Nederland  | Eef Kerkhof         | 0           | 0           | 0           | 0           | 0           | 0           | 2e                        | PEC Zwolle          | 30 juni 2025 |
| 21              | Vlag van Nederland  | Elfi Maass          | 0           | 0           | 0           | 0           | 0           | 0           | 2e                        | KAA Gent            | 30 juni 2026 |
| ?               | Vlag van Nederland  | Bente Vermeer       | 0           | 0           | 0           | 0           | 0           | 0           | 1e                        | Jong PSV            | 30 juni 2026 |
| ?               | Vlag van Nederland  | Sterre Kroezen      | 0           | 0           | 0           | 0           | 0           | 0           | 1e                        | FC Twente           | 30 juni 2026 |
| Aanvalsters     |                     |                     |             |             |             |             |             |             |                           |                     |              |
| 8               | Vlag van Nederland  | Roos de Haas        | 0           | 0           | 0           | 0           | '0          | 0           | 4e                        | Jeugd               | 30 juni 2026 |
| 9               | Vlag van Nederland  | Evi Maatman         | 0           | 0           | 0           | 0           | 0           | 0           | 2e                        | PEC Zwolle          | 30 juni 2026 |
| 17              | Vlag van Nederland  | Britt Udink         | 0           | 0           | 0           | 0           | 0           | 0           | 2e                        | PEC Zwolle          | 30 juni 2026 |
| 20              | Vlag van Denemarken | Silje Stockmar      | 0           | 0           | 0           | 0           | 0           | 0           | 2e                        | Kalmar FF           | 30 juni 2025 |
| 39              | Vlag van Nederland  | Aymee Altena        | 0           | 0           | 0           | 0           | 0           | 0           | 2e                        | Jeugd               | 30 juni 2027 |
| ?               | Vlag van Nederland  | Hanna Stallmann     | 0           | 0           | 0           | 0           | 0           | 0           | 1e                        | PEC Zwolle          | 30 juni 2026 |
| ?               | Vlag van Marokko    | Romaissa Boukakar   | 0           | 0           | 0           | 0           | 0           | 0           | 1e                        | Aas                 | 30 juni 2026 |
| Nr.             | Nat.                | Naam                | W           | Goal        | W           | Goal        | W           | Goal        | Seizoen bij Sc Heerenveen | Vorige club         | Contract     |
| Nr.             | Nat.                | Naam                | Competitie  | Competitie  | Beker       | Beker       | Totaal      | Totaal      | Seizoen bij Sc Heerenveen | Vorige club         | Contract     |

### Legenda
| # | Reden                                          |
| - | ---------------------------------------------- |
|   | Heeft de club in het lopende seizoen verlaten. |

### Technische staf
| Naam              | Functie      |
| ----------------- | ------------ |
| Niklas Tarvajärvi | Hoofdtrainer |

## Transfers

### Zomer

#### Aangetrokken 2025/26
| Nat.               | Naam              | Van        | Contract     | Bijzonderheden |
| ------------------ | ----------------- | ---------- | ------------ | -------------- |
| Vlag van Nederland | Brenda Badenhop   | Jong PSV   | 30 juni 2026 |                |
| Vlag van Marokko   | Romaissa Boukakar | AZ         | 30 juni 2026 |                |
| Vlag van Nederland | Sterre Kroezen    | FC Twente  | 30 juni 2026 |                |
| Vlag van Nederland | Hanna Stallmann   | PEC Zwolle | 30 juni 2026 |                |
| Vlag van Nederland | Bente Vermeer     | PSV        | 30 juni 2026 |                |

#### Vertrokken 2025/26
| Nat.               | Naam                | Naar          | Bijzonderheden  |
| ------------------ | ------------------- | ------------- | --------------- |
| Vlag van Nederland | Jet van Beijeren    | AZ            |                 |
| Vlag van Nederland | Lyanne Iedema       | PEC Zwolle    |                 |
| Vlag van Nederland | Ilse van Rheenen    | VfR Warbeyen  |                 |
| Vlag van Nederland | Chantal Schouwstra  | SV Meppen     |                 |
| Vlag van Nederland | Dewi Snippe         | De Graafschap | Was al verhuurd |
| Vlag van Nederland | Marit Speek         | FC Groningen  |                 |
| Vlag van Nederland | Iris Teijema        |               | Gestopt         |
| Vlag van Nederland | Bernice Thurkow     | Onbekend      |                 |
| Vlag van Nederland | Sanne van der Velde | FC Groningen  |                 |
| Vlag van Nederland | Demi Werther        | Onbekend      |                 |

### Winter

#### Aangetrokken 2025/26
| Nat. | Naam | Van | Bijzonderheden |
| ---- | ---- | --- | -------------- |
|      |      |     |                |

#### Vertrokken 2025/26
| Nat. | Naam | Naar | Bijzonderheden |
| ---- | ---- | ---- | -------------- |
|      |      |      |                |

## Wedstrijdstatistieken

### Oefenwedstrijden
| Oefenwedstrijd 1                                                                   | Regioselectie                           | 0 – 19           | sc Heerenveen | Opstelling sc Heerenveen                                                                            |
| 23 juni 2025 Aanvangstijd: 17.00 uur Plaats: Balk Sportpark De Wilgen              |                                         | Wedstrijdverslag |               | Onbekend                                                                                            |
| Oefenwedstrijd 2                                                                   | Borussia Dortmund                       | 2 – 1 (1 - 0)    | sc Heerenveen | Opstelling sc Heerenveen                                                                            |
| 12 juli 2025 Aanvangstijd: 17.00 uur Plaats: Icking Sportplatz Wislinger Weg       | Rita Schumacher 39' Lucy Wisniewski 50' | Wedstrijdverslag | 84' Onbekend  | Onbekend                                                                                            |
| Oefenwedstrijd 3                                                                   | SV Werder Bremen                        | 2 – 1 (2 - 0)    | sc Heerenveen | Opstelling sc Heerenveen                                                                            |
| 10 augustus 2025 Aanvangstijd: 14.00 uur Plaats: Großenkneten Alhorner Sportverein | Verena Wieder 11' Sharon Beck 35'       | Wedstrijdverslag | 77' Onbekend  | Resink, Van Vilsteren, Meijer, Smits, Nassette, Kerkhof, Vermeer, Venema, Boukakar, Maatman, Altena |
| Oefenwedstrijd 4                                                                   | Club YLA                                | Onbekend         | sc Heerenveen | Opstelling sc Heerenveen                                                                            |
| 15 augustus 2025 Aanvangstijd: 14.00 uur Plaats: Soesterberg Sportpark Kerklaan    |                                         | Wedstrijdverslag |               | Onbekend                                                                                            |
| Oefenwedstrijd 5                                                                   | sc Heerenveen                           | 0 – 3 (0 – 1)    | ADO Den Haag  | Opstelling sc Heerenveen                                                                            |
| 15 augustus 2025 Aanvangstijd: 15.40 uur Plaats: Soesterberg Sportpark Kerklaan    |                                         | Wedstrijdverslag | Floortje Bol  | Onbekend                                                                                            |

### Eredivisie
|       | ADO Den Haag | Ajax | AZ Alkmaar | Excelsior | Feyenoord | Hera United / Telstar | NAC Breda | PEC Zwolle | PSV | FC Twente | FC Utrecht |
| ----- | ------------ | ---- | ---------- | --------- | --------- | --------------------- | --------- | ---------- | --- | --------- | ---------- |
| Thuis | –            | –    | –          | –         | –         | –                     | –         | –          | –   | –         | –          |
| Uit   | –            | –    | –          | –         | –         | –                     | –         | –          | –   | –         | –          |

| Speelronde 1                                                                              | sc Heerenveen | – ( – )          | FC Twente     | Opstelling sc Heerenveen |
| 6 september 2025 Aanvangstijd: 14.00 uur Plaats: Heerenveen Sportpark Skoatterwald        |               | Wedstrijdverslag |               |                          |
| Speelronde 2                                                                              | ADO Den Haag  | – ( – )          | sc Heerenveen | Opstelling sc Heerenveen |
| 21 september 2025 Aanvangstijd: 16.45 uur Plaats: Den Haag Bingoal Stadion                |               | Wedstrijdverslag |               |                          |
| Speelronde 3                                                                              | sc Heerenveen | – ( – )          | Excelsior     | Opstelling sc Heerenveen |
| 28 september 2025 Aanvangstijd: 16.45 uur Plaats: Heerenveen Sportpark Skoatterwald       |               | Wedstrijdverslag |               |                          |
| Speelronde 4                                                                              | Ajax          | – ( – )          | sc Heerenveen | Opstelling sc Heerenveen |
| 4 oktober 2025 Aanvangstijd: 14.00 uur Plaats: Amsterdam Sportpark De Toekomst            |               | Wedstrijdverslag |               |                          |
| Speelronde 5                                                                              | sc Heerenveen | – ( – )          | Telstar       | Opstelling sc Heerenveen |
| 12 oktober 2025 Aanvangstijd: 16.45 uur Plaats: Heerenveen Sportpark Skoatterwald         |               | Wedstrijdverslag |               |                          |
| Speelronde 6                                                                              | Feyenoord     | – ( – )          | sc Heerenveen | Opstelling sc Heerenveen |
| 2 november 2025 Aanvangstijd: 16.45 uur Plaats: Rotterdam Sportcomplex Varkenoord         |               | Wedstrijdverslag |               |                          |
| Speelronde 7                                                                              | sc Heerenveen | – ( – )          | PEC Zwolle    | Opstelling sc Heerenveen |
| 16 november 2025 Aanvangstijd: 16.45 uur Plaats: Heerenveen Sportpark Skoatterwald        |               | Wedstrijdverslag |               |                          |
| Speelronde 8                                                                              | PSV           | – ( – )          | sc Heerenveen | Opstelling Telstar       |
| 23 november 2025 Aanvangstijd: 12.15 uur Plaats: Eindhoven PSV Campus De Herdgang         |               | Wedstrijdverslag |               |                          |
| Speelronde 9                                                                              | NAC Breda     | – ( – )          | sc Heerenveen | Opstelling Telstar       |
| 7 december 2025 Aanvangstijd: 16.45 uur Plaats: Breda Sportpark Heksenwiel                |               | Wedstrijdverslag |               |                          |
| Speelronde 10                                                                             | sc Heerenveen | – ( – )          | FC Utrecht    | Opstelling sc Heerenveen |
| 21 december 2025 Aanvangstijd: 16.45 uur Plaats: Heerenveen Sportpark Skoatterwald        |               | Wedstrijdverslag |               |                          |
| Speelronde 11                                                                             | sc Heerenveen | – ( – )          | AZ            | Opstelling Telstar       |
| 17-18 januari 2026 Aanvangstijd: n.t.b. Plaats: Heerenveen Sportpark Skoatterwald         |               | Wedstrijdverslag |               |                          |
| Speelronde 12                                                                             | Excelsior     | – ( – )          | sc Heerenveen | Opstelling sc Heerenveen |
| 24-25 januari 2026 Aanvangstijd: n.t.b. Plaats: Rotterdam Stadion Woudestein              |               | Wedstrijdverslag |               |                          |
| Speelronde 13                                                                             | sc Heerenveen | – ( – )          | ADO Den Haag  | Opstelling sc Heerenveen |
| 31 januari-1 februari 2026 Aanvangstijd: n.t.b. Plaats: Heerenveen Sportpark Skoatterwald |               | Wedstrijdverslag |               |                          |
| Speelronde 14                                                                             | FC Twente     | – ( – )          | sc Heerenveen | Opstelling sc Heerenveen |
| 14-15 februari 2026 Aanvangstijd: n.t.b. Plaats: Enschede Sportpark Schreurserve          |               | Wedstrijdverslag |               |                          |
| Speelronde 15                                                                             | sc Heerenveen | – ( – )          | NAC Breda     | Opstelling sc Heerenveen |
| 21-22 februari 2026 Aanvangstijd: n.t.b. Plaats: Heerenveen Sportpark Skoatterwald        |               | Wedstrijdverslag |               |                          |
| Speelronde 16                                                                             | PEC Zwolle    | – ( – )          | sc Heerenveen | Opstelling sc Heerenveen |
| 14-15 maart 2026 Aanvangstijd: n.t.b. Plaats: Zwolle MAC³PARK stadion                     |               | Wedstrijdverslag |               |                          |
| Speelronde 17                                                                             | sc Heerenveen | – ( – )          | Feyenoord     | Opstelling sc Heerenveen |
| 28-29 maart 2025 Aanvangstijd: n.t.b. Plaats: Heerenveen Sportpark Skoatterwald           |               | Wedstrijdverslag |               |                          |
| Speelronde 18                                                                             | Telstar       | – ( – )          | sc Heerenveen | Opstelling sc Heerenveen |
| 4-5 april 2026 Aanvangstijd: n.t.b. Plaats: Velsen-Zuid 711 Stadion                       |               | Wedstrijdverslag |               |                          |
| Speelronde 19                                                                             | sc Heerenveen | – ( – )          | PSV           | Opstelling sc Heerenveen |
| 25-26 april 2025 Aanvangstijd: n.t.b. Plaats: Heerenveen Sportpark Skoatterwald           |               | Wedstrijdverslag |               |                          |
| Speelronde 20                                                                             | AZ            | – ( – )          | sc Heerenveen | Opstelling sc Heerenveen |
| 2-3 mei 2025 Aanvangstijd: n.t.b. Plaats: Wijdewormer AFAS Trainingscomplex               |               | Wedstrijdverslag |               |                          |
| Speelronde 21                                                                             | FC Utrecht    | – ( – )          | sc Heerenveen | Opstelling sc Heerenveen |
| 8 mei 2025 Aanvangstijd: 20.00 uur Plaats: Utrecht Sportcomplex Zoudenbalch               |               | Wedstrijdverslag |               |                          |
| Speelronde 22                                                                             | sc Heerenveen | – ( – )          | Ajax          | Opstelling sc Heerenveen |
| 22 mei 2025 Aanvangstijd: 20.00 uur Plaats: Heerenveen Sportpark Skoatterwald             |               | Wedstrijdverslag |               |                          |

## Statistieken sc Heerenveen 2025/2026

### Tussenstand sc Heerenveen in de Nederlandse Vrouwen Eredivisie 2025 / 2026
| Stand | Gespeeld | Gewonnen | Gelijk | Verloren | Punten | Doelpunten voor | Doelpunten tegen | Gele kaarten | Rode kaarten |
| ----- | -------- | -------- | ------ | -------- | ------ | --------------- | ---------------- | ------------ | ------------ |
|       |          |          |        |          |        |                 |                  |              |              |

### Topscorers
| #              | Naam   | Goal |
| -------------- | ------ | ---- |
| 1.             |        |      |
| Eigen doelpunt |        |      |
| 1.             |        |      |
| Totaal         | Totaal | 0    |

| #      | Naam   | Goal |
| ------ | ------ | ---- |
| 1.     |        |      |
| Totaal | Totaal | 0    |

| #      | Naam   | Goal |
| ------ | ------ | ---- |
| 1.     |        |      |
| Totaal | Totaal | 0    |

### Kaarten
| #      | Naam   | Kreeg geel |
| ------ | ------ | ---------- |
| 1.     |        |            |
| Totaal | Totaal | 0          |

| #      | Naam   | Kreeg voor de tweede keer geel en dus rood |
| ------ | ------ | ------------------------------------------ |
| 1.     |        |                                            |
| Totaal | Totaal | 0                                          |

| #      | Naam   | Weggestuurd |
| ------ | ------ | ----------- |
| 1.     |        |             |
| Totaal | Totaal | 0           |

## Voetnoten
ADO Den Haag · 
Ajax · 
AZ · 
Excelsior Rotterdam · 
Feyenoord · 
sc Heerenveen · 
NAC Breda · 
PEC Zwolle · 
PSV · 
Telstar · 
FC Twente · 
FC Utrecht